# Anna Gual
Anna Gual   (Vilafranca del Penedès, 16 d'abril de 1986) és una poeta catalana. Ha publicat diversos poemaris, entre els quals destaquen la trilogia Arrel Trinitat, formada per Molsa, El Tubercle i Altres semideus, i Ameba, volum amb el qual va aconseguir el Premi Cadaqués a Rosa Leveroni. Amb Les ocultacions, «un llibre que recorre els llocs ocults de la geografia personal de l'autora i intenta posar llum als misteris de l'existència», guanyà el Premi Miquel de Palol de poesia 2022.

## Obra
- Implosions.  Barcelona: LaBreu Edicions, 2008 (Alabatre;10). ISBN 978-84-933762-4-6.
- L'ésser solar.  Inca: Lleonard Muntaner Editor, 2013 (La Fosca;16). ISBN 978-84-15592-69-3.
- Símbol 47.  Barcelona: LaBreu Edicions, 2015 (Alabatre;59). ISBN 978-84-943294-2-5.
- Molsa.  Calonge: AdiA Edicions, 2016 (Ossos de sol;21). ISBN 978-84-945048-7-7.
- El Tubercle.  La Canyada: Editorial 3i4, 2016. ISBN 978-84-16789-68-9.
- Altres semideus.  Barcelona: LaBreu Edicions, 2019 (Alabatre;95). ISBN 978-84-94970-23-8.
- Ameba.  Girona: Llibres del Segle, 2020 (Culip de poetes;37). ISBN 978-84-8128-999-2.
- Les ocultacions.  Barcelona: Proa, 2022 (Ossa Menor, 385). ISBN 978-84-7588-965-8.

## Premis i reconeixements
- 2012: Premi Vila de Martorell al Millor Blog de Literatura en Català per «No caic, em tiro»[3]
- 2013: Premi Pare Colom de poesia per L'ésser solar[4]
- 2016: Premi Bernat Vidal i Tomàs de Poesia (Premis Literaris Vila de Santanyí) per Molsa[5]
- 2016: Premi Senyoriu d'Ausiàs March per El Tubercle[6][7]
- 2019: Premi Cadaqués a Rosa Leveroni per Ameba[8]
- 2022: Premi Miquel de Palol de poesia per Les ocultacions[2]